# ألوان ورموز نادي يوفنتوس
فيما يلي ألوان ورموز نادي يوفنتوس لكرة القدم وهو نادي إيطالي يقع مقره في تورينو.

## الأصول

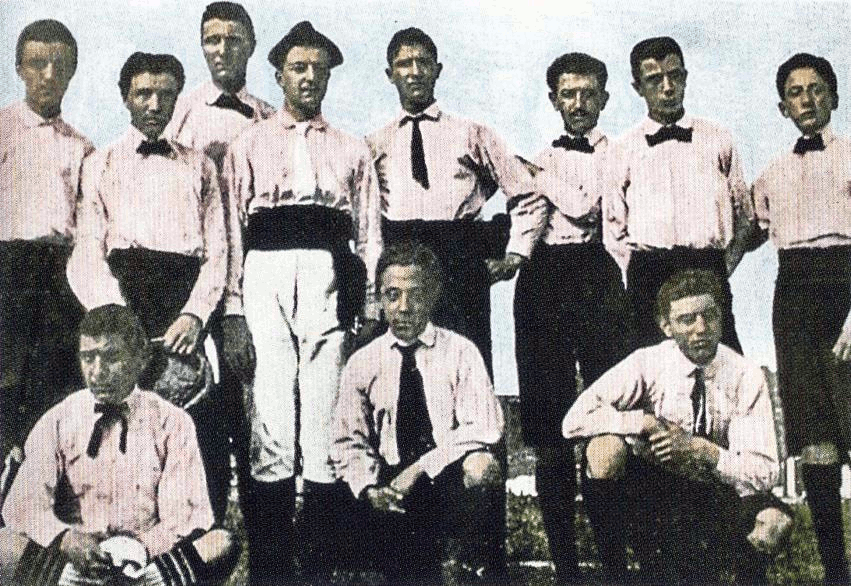
اللاعبين المؤسسين لنادي يوفنتوس موسم 1897-1898 مع الزي الرسمي الأول: قميص وردي مع ربطة عنق سوداء والسراويل والجوارب السوداء.

وفقا للأسطورة الإنجليزي الجنسية جون سافيج وهو أحد مؤسسي نادي يوفنتوس وتاجر جملة للأقمشة في تورينو ولاعب نادي إنترنازيونالي تورينو في 1903 بأنه يرغب في تغيير لون لباس النادي آنذاك الذي يتكون من قميص وردي شاحب مع ربطة عنق سوداء وسراويل سود واستبدالها بقميص أحمر مع حدود بيضاء كما قميص نادي نوتينغهام فورست الإنجليزي.
على الفور قام سافيج بإجراء اتصال مع مصنع الغزل والنسيج في مدينة نوتينغهام وأرسل طلب الشراء مصحوبا بنموذج للقميص الحالي ولكن أثناء الشحن اختفى اللون الوردي وسطع اللون الأبيض ونظرا لتطابق الألوان مع قمصان نادي نوتس كاونتي الشهير في ذلك الوقت فقام العمال في المصنع بخياطة قمصان مخططة باللونين الأبيض والأسود وإرسالها إلى إيطاليا مجددا.

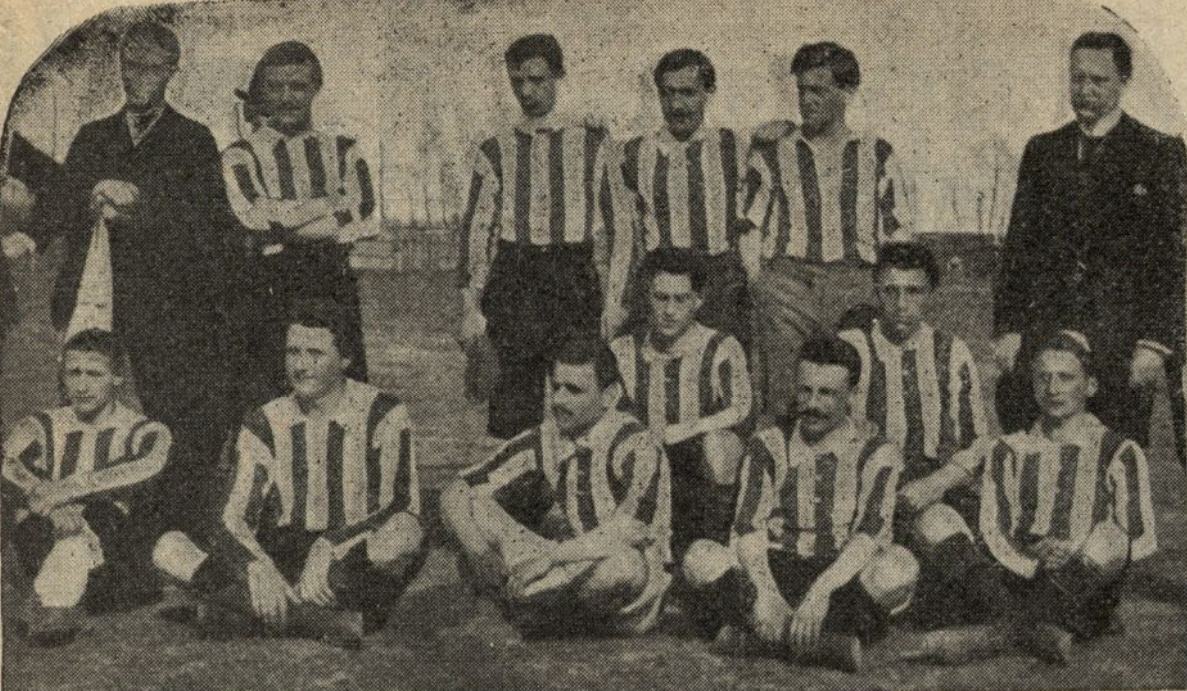
تشكيلة لاعبي يوفنتوس في عام 1903 وهي السنة الأولى مع القميص المخطط باللونين الأبيض والأسود عموديا والسراويل القصيرة والجوارب السود.

في تورينو وعندما تم فتح الصناديق تفاجأ مسئولو نادي يوفنتوس بخمسة عشر زي باللونين الأبيض والأسود وبسبب قرب بداية الموسم الكروي فقد أجبر اللاعبون على اللعب بهذه القمصان ولكن في نهاية الأمر فإنه قد جلب الحظ للنادي (حيث حقق بطولة كأس مدينة تورينو في 1903 وأول بطولة دوري درجة أولى في تاريخه في سنة 1905) والمصنع حيث أعجب المشجعون بالزي الجديد.

## الثورة

### اللباس الرئيسي

#### من البداية إلى الستينات
استطاع يوفنتوس أن يحقق أول بطولة دوري درجة أولى في تاريخه في سنة 1905 بعدما ترك القميص الوردي بسنتين والاعتماد على القميص المخطط باللونين الأبيض والأسود على ثماني خطوط ولكن بعدها تقرر تغيير عدد الخطوط من ثمانية إلى تسعة الذي كان جالبا للحظ باحتكار بطولة الدوري من 1931 إلى 1935. في تلك السنوات تقرر تغيير الياقة البيضاء إلى فتحة صدر بحرف (V) باللغة الإنجليزية. ثم تم تغيير السراويل الطويلة السوة داء إلى سراويل قصيرة بيضاء وجوارب مخططة تحت الركبة.
التغيير الوحيد الذي حدث للزي في أربعينات القرن العشرين هو إضافة شكل القلادة البيضاء وقماش في الخلف من أجل وضع أرقام بشكل اجباري بقرار من الاتحاد الإيطالي لكرة القدم. الأرقام طبعت باللون الأبيض على خلفية سوداء.
خلال الخمسينات والستينات أصبحت الخطوط أوسع، مرونة في النسيج، والأر قام باللون الأحمر خلف القميص. شكل الياقة تغير إلى شكل الطوق الدائري. تحديدا في موسم 1956–57 وبوجود الثلاثي السحري بونيبيرتي، سيفوري، وتشارلز تم اعتماد الجوارب البيضاء والقميص منسوج بقماش غير مرن مع خطوط واسعة. في بداية موسم 1958–59 تم خياطة النجمة الأولى على القميص بعدما حقق الفريق بطولة الدوري العاشرة قبل عدة أشهر.

#### السبعينات والثمانينات
تم تقريب الخطوط بحيث أصبحت تتكون من أحد عشر خط اعتبارا من النصف الثاني من السبعينات. الأرقام عادت باللون الأبيض على قماش بخلفية سوداء خلف القميص. السراويل باللون الأبيض والجوارب باللون الأبيض مع خطان أسودان. قام جوفاني تراباتوني بقيادة تدريب الفريق في هذه الفترة الذهبية من 1972 إلى 1986. أضيف إلى سترات كان يلبسها بعض اللاعبين أمثال شيريا، كابريني، بيتيغا، كاوزيو، أناستازي، وفورينو.
فترة تراباتونيانو تتميز أساسا في تاريخ يوفنتوس عن طريق تغيير جديد: في الواقع إرجاع الخطوط لتكون على مقربة من الجسم مع خلفية سوداء وأرقام بيضاء على الجزء الخلفي من عام 1979 عندما للمرة الأولى تم وضع شعار المورد وهو كابا من 1979 إلى 1993 ومن 2001 إلى 2004. على وجه التحديد في عام 1979 تم منح الأذن للأندية الوطنية المحترفة لإظهار العلامة التجارية للراعي على أن يتم وضعها على الجانب الأيمن من الزي، على السراويل القصيرة، والجوارب.
في موسم 1982–83 تم خياطة النجمة الثانية على القميص الجديد بعدما حصل على لقب الدوري العشرين التي فاز بها الموسم السابق حيث غلفت النجمتان في مربع مع العلم وبشكل أصغر قليلا مما كانت عليه في الماضي.

#### التسعينات
خلال التسعينات ألغيت الخطوط خلف القميص وتم تخصيص الجزء السفلي للراعي أدوتادو في الفترة من موسم 1995–96 إلى موسم 1997–98. القمصان لم تعد تنسج من القطن ولكن مع المواد الاصطناعية الذي يتميز بأنه أكثر صقلا وعدوانية.
في منتصف العقد تم شكل النجمتين حيث صارت أكبر وخارج المربع. في موسم 1997–98 صممت شركة كابا زي يتناسب مع الزي التاريخي لليوفنتوس مع خطوط واسعة جدا (خمسة فقط وفقط على الجهة الأمامية) والنجمتين وشعار الشركة وضعا لأول مرة على الكم الأيسر وتقليل مساحة الظهر والأكمام وأيضا اعتماد السراويل والجوارب السوداء.
في موسم 1998-1999 تقرر العودة إلى الماضي مع طباعة أرقام حمراء على الجزء الخلفي من القميص كما هو الحال في الستينات، الياقات البيضاء، والخطوط التقليدية.

#### الألفية الجديدة
في العقد الأول من الألفية الثالثة صممت شركة لوطو زي جديد بأرقام سوداء مع خلفية بيضاء. بدءا من موسم 2003–04 فقد تم تصميم الزي من قبل نايكي التي قررت طباعة الأرقام باللون الأصفر مقلدا شعار سووش التي تظهر الآن على قمصان يوفنتوس.
في الموسم 2004–05 تغير شكل ياقة الرقبة وسبع خطوط وبعد عام ازدادت الخطوط إلى تسعة مع العلم الإيطالي بشكل صغير على الظهر ثم زادت الخطوط إلى أحد عشر في موسم 2006–07 على غرار شكل زي موسم 1957–58 مع وضع النجمتين على الكم الأيسر.
في موسم 2007–08 وذلك بعد العودة إلى دوري الدرجة الأولى أعتمد ياقة رقبة بيضاء بشكل "V" وأرقام حمراء على الجزء الخلفي من القميص الذي يتألف من سبعة خطوط. اعتبارا من الموسم المقبل الأرقام على الظهر عادت مرة أخرى إلى اللون الأصفر.

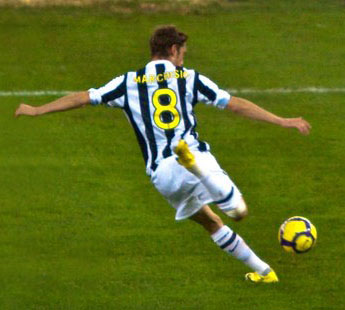
كلاوديو ماركيزيو في عام 2009 لكنه يظهر على ظهر الاسم والرقم باللون الأصفر وهو مستمر من الألفية الجديدة.

في موسم 2009–10 استوحي الزي الجديد من زي الثلاثينات المتكون من تسعة خطوط عمودية والسراويل القصيرة بيضاء اللون مع خطان بالأبيض والأسود على الجانبين في حين أن الجوارب نفس لون السراويل واسم النادي مطبوع عليه.

#### 2010 إلى الآن
اعتبارا من موسم 2010–11 قرر يوفنتوس تصميم زي مستوحى من الزي الأول الذي خطوط بيضاء ولكن أكثر شمولا من الموسم السابق ومع حواف وسراويل وجوارب سوداء الذي لم يحدث منذ موسم 2002-2003.
في موسم 2011–12 عادوا إلى اعتماد السراويل والجوارب البيضاء في حين أن الخطوط السوداء من القميص تم تهديبها على الجانبين لخلق تأثير ثلاثي الأبعاد لعب يوفنتوس بهذا الزي بمناسبة المباراة الودية فقط مع نادي الهلال السعودي على 5 يناير 2012 في دبي (مباراة تكريم من حارس المرمى السعودي محمد الدعيع) أما بالنسبة للزي الرسمي فقد اعتمد طباعة الأرقام باللون الأسود على خلفية مربعة بيضاء.

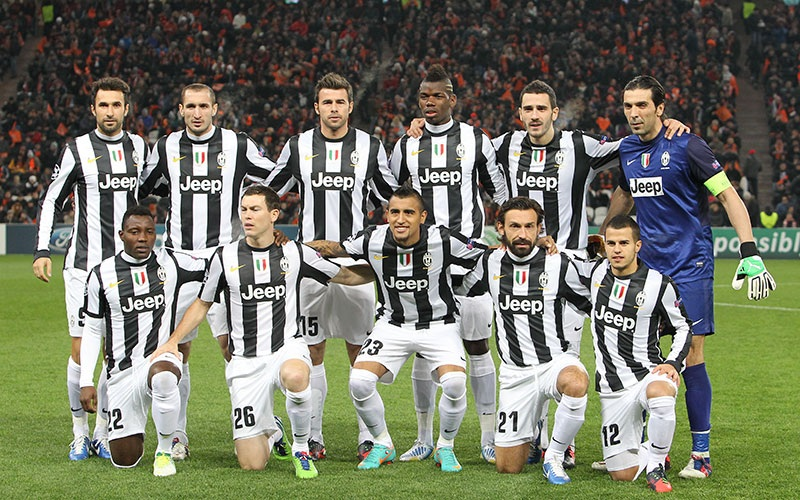
صورة فريق يوفنتوس 2012–13: أثيرت خلافات مع الاتحاد الإيطالي لكرة القدم حول النجمة الثالثة.

في موسم 2012–13 شهد قميص يوفنتوس الأبيض والأسود اعتماد خطوط أوسع. ضمن الزي الرسمي طبع على الياقة الدائرية هذه هي العبارة (الفوز ليس مهما، هذا هو الشيء الوحيد الذي يهم) وهو قول مأثور لجيامبيرو بونيبيرتي. بعد عقد من الزمان تقريبا يتم التخلي عن الأرقام الملونة وبالتالي العودة لطباعة أرقام بيضاء على قماش مربع أسود وكتابة أسماء اللاعبين بدلا من ذلك في قطعة القماش السوداء في شريط أبيض فوق الأرقام أما السراويل القصيرة والجوارب فإنها بيضاء.بعد جدل مع الاتحاد الإيطالي لكرة القدم أزيلت النجمة الثالثة ووضعت كتابة (30 على الأرض) تحت شعار النادي بينما عرض للبيع قميص يحتوي على نجمتين مع إمكانية طباعة النجمة الثالثة مجانا. أختير تصميم ألدو نوفاريسي الخطي (يوروستايلي) في سنة 1962 للأسماء والأرقام.
الزي الرسمي للاستعداد لموسم 2013–14 يمثل عودة إلى نمط من ثمانينات القرن الماضي. قميص بخطوط عمودية جنبا إلى جنب مع وجود ياقة رقبة بيضاء بشكل "V" كما احتفظ بخط نوفاريسي للأسماء والأرقام بينما داخل ياقة الرقبة لوحة سوداء صغيرة تحمل درعا يشتمل على تاريخ "1897" وهو سنة تأسيس النادي. مقارنة مع الموسم السابق فإنه اختفى من الصدر عبارة (على الأرض) ولكن يبقى غياب النجمات.

### الزي التاريخي
الزي التاريخي لنادي يوفنتوس لكرة القدم هو بلون الوردي في أواخر القرن التاسع عشر مع السراويل القصيرة والجوارب السود بينما الزي المخطط باللونين الأبيض والأسود فاستخدم لأول مرة في 1903.
حدث خلاف في الرأي في المناسبات الهامة كما حدث في 1 نوفمبر 1987 في مباراة الدوري ضد أفيلينو للاحتفال بالذكرى السنوية التسعين و23 يوليو 1997 في المباراة الودية مع نيوكاسل يونايتد الإنجليزي بمناسبة مرور مائة عام على تأسيس النادي. كما استخدم بمثابة القميص الاحتياطي في موسم 2003–04 وفي 2011–12.
تبنى النادي العلم الثلاثي الألوان مع خط عمودي أحمر في موسم 2004–05 بمناسبة مرور مائة عام على أول الفوز بلقب الدوري الإيطالي 1905-2005.

### الزي الاحتياطي
كان الزي الاحتياطي هو القميص الأبيض في السنوات الأولى ومطلع الألفية الثانية والثالثة (1998–99، 2002–03)، أسود كما هو الحال في مطلع الستينات، ثم أبيض في الفترة 1990–91، 2001–02، 2002–03 و2006–07)، ثم الأزرق أو الأصفر والأزرق (ألوان شعار مدينة تورينو) الذي غالبا ما لبسه الفريق عند الفوز في المسابقات الدولية المختلفة (من أواخر السبعينات إلى التسعينات من القرن الماضي). واستخدم النادي التوريني مرة واحدة في تاريخه الزي الأزرق مع لون الحدود باللونين الأسود والأبيض خلال مباراة الإياب من كأس دوري أبطال أوروبا 1982-1983 ضد فريق فيدزوف لودز البولندي في 20 أبريل 1983.
في الفترة من موسم 1994–95 إلى موسم 1997–98 كان القميص الاحتياطي أزرق مع نجمة كبيرة صفراء متمركزة على ارتفاع الكتف ولكن في موسم 1995–96 أحيط بالنجمة الصفراء خط أبيض. أرتدي هذا الزي عند فوز يوفنتوس في المباراة النهائية لدوري أبطال أوروبا 1995–96.
في القرن الجديد استخدم قميص باللون الرمادي في الفترة 2000–01 في حين استخدم في موسم 2004–05 القميص الأزرق والوردي. في موسم العودة إلى الدرجة الأولى 2007–08 صمم القميص الاحتياطي باللون الأزرق على شرف الذكرى الثلاثين لأول فوز ببطولة كأس الاتحاد الأوروبي.
في بداية العقد الجديد ارتدى يوفنتوس في موسم 2009–10 قميص بشعار علامة الصليب باللونين الأسود والأبيض. السراويل القصيرة والجوارب سوداء مع وضع ألوان النادي وكلمة يوفنتوس مكتوبة باللون الرمادي على الفخذ. في موسم 2010–11 كان الجزء الخلفي من القميص باللون الأبيض مع الألوان الثلاثية منحدرة من الأسفل إلى منتصف القميص. السراويل باللون الأبيض وعلى الجوانب الألوان الثلاثية المسننة. في موسم 2011–12 عاد يوفنتوس إلى الجذور ولكن مع ظل وردي مشرق ساخن جدا. القميص يحتوي على نجمة كبيرة سوداء. في موسم 2012–13 ارتدى الفريق مرة أخرى زي أسود بالكامل والأرقام والأجزاء الأخرى الصغيرة باللون الأبيض. في موسم 2013–14 سيشهد عودة القميص الأصفر والأزرق وألوان شعار مدينة تورينو سراويل زرقاء والأسماء والأرقام باللون الأسود على الظهر.

### زي حارس المرمى
الزي التقليدي لحراس المرمى في يوفنتوس كان الأسود الكامل كما في حالة لوتشيديو سينتيمينتي وجيوفاني فيولا والرمادي (الذي كان اللون المفضل من قبل دينو زوف) مع بعض الامتياز إلى الأبيض في فترة الحارس جانبييرو كومبي، جيوزيبي فافاسوري، وكارلو ماتريل.
منذ نهاية الثمانينات كان للرعاة التقنيون الكثير من الحرية في التصميم (على سبيل المثال في موسم 1989–90 ارتدى ستيفانو تاكوني قميصا أسود مع نيران خضراء) ويبرز ما ارتداه أنجلو بيروتسي (في المباراة النهائية لدوري أبطال أوروبا 1995–96 بلبس القميص الأصفر مع نجوم زرقاء على كتفيه) ثم أدوين فان در سار (أول حارس مرمى أجنبي في تاريخ يوفنتوس) الذي أراد العودة إلى الماضي بلبس القميص الأسود الاعتيادي.
جانلويجي بوفون حارس المرمى السابق لليوفنتوس مادما ارتدى القميص الوردي في موسم 2003–04، الأزرق في موسم 2004–05، مع عمود بالأحمر والأبيض في موسم 2005–06، والأسود في بعض مباريات موسم 2006–07. في موسم 2010–11 ارتدى قميص أبيض مع شرائط خضراء في الأكمام والأحمر في اليسار مستوحاة من ألوان العلم الإيطالي. قميص موسم 2013–14 مستوحاة من ألوان العلم الإيطالي الثلاثة وهو الأسود تماما مع تدرج الأخضر والأحمر على الجانبين.

## الشعار
طرأ على شعار نادي يوفنتوس العديد من التغييرات الصغيرة في العشرينات من القرن الماضي (لأنه يجب أن يكون نقطة ثابتة من مرجع وثابت). دائما استخدم اللونين الأسود والأبيض مع تطوير الشركة لسبعة خطوط رأسية والدر ع يدل على تمثيل شعار مدينة تورينو.
في الجزء العلوي من الشعار يشمل عبارة (نادي كرة القدم) ثم أضيف في المنطقة السفلية عبارة (تأسس في عام 1897). في نهاية العشرينات الخلفية التي كتب اسم النادي عليها بلون الذهب قد تغير لونه من الأبيض إلى الأزرق. العنصر الآخر المكون للشعار هو درع يوفنتينو (الممثل لمدينة تورينو) يتألف من ثور هائج ذهبي مدرج في شكل سداسي أزرق.
بين الأربعينات والسبعينات الألوان المستخدمة في شعار يوفنتوس كانت بالأبيض والأسود. خلفية الدرع واسم يوفنتوس كانت بيضاء.
في نهاية السبعينات اعتمد يوفنتوس شعار بظل أسود مع خطوط أفقية بيضاء كما الحمار الوحشي (رمز النادي) الموجودون على خلفية نجمة التي تمثل الفوز ببطولة الدوري عشر مرات حتى موسم 1981–82. فوق الشعار أضيف اسم النادي باللون الأسود على خلفية بيضاء (JUVENTUS FC) على شكل قوس. بمناسبة الفوز ببطولة الدوري للمرة العشرين تم وضع النجمة الثانية بجانب الرموز والاسم.
في عام 1989 عاد شعار يوفنتوس إلى النموذج التقليدي ولكن مع بعض التعديلات مثل زيادة حجم الشارة مع الثور والتاج وكذلك اسم النادي (مكتوبة بأحرف مربعة).
في عام 1993 تم تعديل الشعار مرة أخرى على النحو التالي: تم تحجيم العناصر الداخلية ورفعت النجمتين الذهبيتين إلى القمة على خلفية اسم النادي الأبيض مرة أخرى (الحروف بالأسود) في حين أصبح شعار الدرع مع الثور (الآن أسود) أصفر ذهبي.
الشعار الحالي عرض في عام 2004. داخل درع يمكن ملاحظة العناصر التالية: في الجزء العلوي اسم النادي مطبوع في منطقة بيضاء هو محدب، فوق منحنى بلون الذهب الذي يرمز إلى الشرف، في الجزء السفلي الثور الهائج رمز مدينة تورينو يعلوه تاج ذو أبراج وأزيلت النجوم.

## الأناشيد والأغاني
لليوفنتوس ما مجموعه خمس أغاني طوال تاريخه اثنتان منهما نشرتا في كتاب (يوفنتوس أول الحب). تاريخ رياضي، رومانسيات يوفنتوس (1972) الذي ألفه الصحفي ساندرو كيوتي بالتعاون مع زملائه إنريكو أميري موبريتشي وبرونو. وقد كتب أول أغنية الشاعر والأديب كورادو كوراديني في عام 1915 ورددت في جميع مباريات الفريق على ملعب تورينو الأولمبي في الفترة من 1963 إلى 1972.
في تلك السنة ألفت الأغنية الثانية بعنوان يوفنتوس... يوفنتوس من تأليف الموسيقيين لوبياك ورينزو كوكيس وتم تأديتها من قبل أحد عشر يوفنتيساوي.
في عام 1991 نشرت أغنية إيراورا يوفنتوس الذي كان النشيد الرسمي للنادي حتى موسم 1997-1998 والتي حلت محلها (يوفنتوس الكبير، سيدة جميلة) كجزء من المشروع الذي نشره فونيت سيترا وهي واحدة من الأكثر شهرة في تاريخ النادي.
حاليا اختيرت أغنية بعد مسابقة نظمها النادي في عام 2005 باسم يوفنتوس تورينو (قصة الحب الكبير) الذي كتبه أليساندرا توري وكلاوديو غويديتي وأنشدها المغني والموسيقي باولو بللي في عام 2007. تسمع نسخة أخرى من النشيد في كل مرة فريق يوفنتوس يلعب على أرضه.
هناك أغنيات أخرى مكتوبة تكريما للفريق مثل السماء بيضاء وسوداء، السيدة العجوز، واسمحوا لنا نحلم، والسحري يوفي يوفي على يد الملحن فرانشيسكو دي فيليس. من بين الأناشيد الأكثر شهرة، يوفنتوس الرقم الصعب من خلال بييرانجلو بيرتولي في عام 1997 بمناسبة الذكرى المئوية لتأسيس النادي.

## الألقاب
يوفنتوس لديه كنية رئيسية وهي السيدة العجوز وهو الاسم الذي يشير إلى أصول النادي. في الخارج معروف باسم السيدة العجوز.اسم آخر شهير للنادي هو صديقة تورينو في إيطاليا من أجل النمو الملحوظ في عدد مشجعي يوفنتوس بفضل نجاحاته الرياضية خلال ثلاثينات القرن العشرين.
كما أن لديه ألقاب أخرى مثل بيانكونيري (في إشارة على حد سواء للمشجعين وأعضاء الفريق) لأنه منذ عام 1903 فإن الألوان تتكون من اللونين الأبيض والأسود والحمر الوحشية تعويذة النادي.
كنية أخرى غريبة التي يعتقد البعض أن تكون قد نشأت على الأقل في العشرينات من القرن العشرين وبصورة رئيسية بطريقة مهينة للاعبي وأنصار يوفنتوس من قبل أنصار الفرق المتنافسة وهو غوبي وهي كلمة مستمدة من لغة بيدمونت وتعني الحداب بالإيطالية. الأصل الأكثر قبولا لهذا المصطلح يعود إلى الخمسينات عندما ارتدى لاعبو الفريق سترة سوداء وبيضاء كبيرة لم تكن تنسجم مع باقي الفرق الأخرى في ذلك الوقت. عندما ركض اللاعبين على أرض الملعب وقرر اللاعبون فتح السترة من خلال فتحة الصدر على النمط الإنجليزي حدث انتفاخ في الجزء الخلفي (نوع من المظلة) وأعطى الانطباع بأن اللاعبين كان لهم مثل الحدبة. في السبعينات من القرن العشرين غالبا ما كان مشجعي نادي تورينو ينشدون (غوبي... غوبي) أثناء مباريات الديربي مع يوفنتوس لإثاء مشجعي الفريق.
كان من المعروف أن فريق يوفنتوس أيضا في الغالب خلال فترة السبعينات يطلق عليه لقب قاتل السيدة بسبب نتائجه على أرض الملعب.